# Mattoniho vila
Mattoniho vila (rovněž Vila Mattoniho) je samostatně stojící novorenesanční objekt obci v Kyselce, v zaniklých Lázních Kyselka v Karlovarském kraji. Nachází se nad pravým břehem řeky Ohře u jižního okraje zástavby obce Kyselka, ve svahu pod kopcem Bučina (585 m). Areál bývalých lázní spolu s dalšími lázeňskými objekty, včetně Mattoniho vily, je od roku 1964 chráněn jako kulturní památka. Budova Mattoniho vily patřila mezi nejhodnotnější objekty bývalých lázní.

## Historie
V roce 1829 koupila panství Kyselku baronka Antonie von Neuberg. Její muž hrabě Wilhelm von Neuberg se stal zakladatelem lázní Kyselky. Zřejmě již v roce 1829 nechal postavit původní objekt Mattoniho vily, tehdy nazývaný „Zámeček“ nebo „Lázeňský dům“. Neví se, kdo byl jeho architektem. Slavná éra Lázní Kyselka však začala až příchodem Heinricha Mattoniho do lázní.. Roku 1867 si Mattoni nejprve pronajal od hraběte Wilhelma von Neuberga vývoz minerálky z Ottova pramene a v roce 1873, ale již od hraběte Černína, majitele celého panství Stružná, koupil celou Kyselku a všechny prameny v jejím okolí.
Mattoni zahájil novou velkorysou výstavbu provozních i lázeňských budov, včetně rozsáhlé přestavby původního Zámečku, kterému se začalo říkat Mattoniho zámek. Ani zde se však s jistotou se neví, kdo je architektem rozsáhlé přestavby. Zachovaly se pouze kopie stavebních plánů s pohledy fasád, které vypracoval Anton Mick v červnu 1885. Dříve se předpokládalo, že objekt byl postaven podle projektu vídeňského architekta Karla Haybäcka, který stál za projektem nové kolonády a pavilonu Ottova pramene z let 1897–1898. Památkáři se však domnívají, že tento dříve uváděný předpoklad je mylný. Navíc Karl Haybäck je ve službách Heinricha Mattoniho zmiňován až v polovině devadesátých let 19. století. Teprve poté, když byly nalezeny originální plány na stavbu objektu Trinkhally (pitná hala postavená v letech 1887–1888) v Kyselce, kterou projektoval ateliér Fellner & Helmer z Vídně, předpokládá se, že ho zřejmě Heinrich Mattoni angažoval i ke stavbě své velké vily v Kyselce.

### 20. století do roku 1989
Smrt Heinricha Mattoniho v květnu 1910 byla pro firmu Heinrich Mattoni AG. velkou ztrátou. Jeho rodina postupně prodala velkou část akcií a v době hospodářské krize se firmě nedařilo a hrozil jí krach.
V roce 1929 byl objekt Mattoniho vily upraven na Zámecký hotel. V objektu bylo zřízeno ústřední vytápění a rozvod teplé vody. Jako hotel pro ubytování lázeňských hostů byl objekt užíván až do padesátých let 20. století. Kromě již neexistující vily v Karlových Varech zde měla druhý domov rodina Mattoniho.
V budově sídlila česká škola, která však po roce 1938 musela být v důsledku mnichovské dohody uzavřena. Po roce 1945 byla vila znárodněna a od roku 1951 byla využívána jako domov pro osiřelé děti postižené řeckou občanskou válkou. Tento domov byl uzavřen v druhé polovině padesátých let dvacátého století.
V roce 1970 se staly Lázně Kyselka dětskými lázněmi pro děti z pánevních oblastí Sokolovska a Mostecka.
Objekt Mattoniho vily byl využíván pro potřeby dětské léčebny a sloužil potřebám Československých státních lázní. V té době však již probíhaly pouze základní udržovací zásahy, hledící jen na prospěch lázní.

### Po roce 1989
Západočeská zřídla - firma Mattoni byla po roce 1989 proměněna na akciovou společnost Karlovarské minerální vody a.s. Karlovy Vary. Kyselka po roce 1989 zcela ztratila funkci lázní a o tři roky později byla Fondem národního majetku neúspěšně privatizována.
Na začátku devadesátých let byly lázně ve slušném stavu a fungovaly.
Jejich konečný zánik nastal po nezdařené privatizaci v roce 1992. Nejprve celý areál lázeňských budov včetně Mattoniho vily koupil za pouhých 2,5 milionů korun pražský řemeslník Karel Franta, pravděpodobně „bílý kůň“ dr. Friedricha Beckera z Německa, který založil společnost Elmed Generale Kyselka. Ten však po několika letech zmizel a byl údajně zatčen po dopadení Interpolem pro finanční podvody v Brazílii. Firmu převzal další Němec - Udo Markard. Přejmenoval ji na Bad Giesshübler Touristik. Markard byl ale vzápětí v Německu odsouzen za několik trestných činů.
Od něj koupil zpustlou Kyselku Dagestánec Šamil Chalitujev a podle ČTK do ní sliboval investovat stamilióny. Zbankrotoval ale dřív, než slibovaný záměr stačil uskutečnit. V roce 2004 proběhlo exekuční řízení a prohlášení konkurzu.
Z důvodu odcizení střešní měděné krytiny začalo do objektu zatékat a dřevěné konstrukce krovu se následně, přibližně v roce 2012, zbortily do torza objektu. Jen krovy věžičky a schodišťové věže byly sesazeny dříve, nežli došlo k jejich zřícení.
Novým majitelem objektu vily se stala Revitalizační investiční společnost, která jej v březnu 2013 převedla do majetku obecně prospěšné společnosti Lázně Kyselka. Ta se tak stala vlastníkem Mattoniho vily i dalších budov a pozemků tvořících bývalý lázeňský komplex.
Do obecně prospěšné společnosti Lázně Kyselka vstoupila i společnost Karlovarské minerální vody, která na ni převedla potřebné pozemky pro stavební práce.
Od té doby probíhají záchranné práce, vila ovšem není v dobrém stavu. Objekt je kompletně vyklizen od zborcených dřevěných konstrukcí a pozůstatků krovu. Konstrukce dřevěného krovu rizalitu severozápadního traktu jsou vysoce ztrouchnivělé a jsou neobnovitelné. Objekt je chráněn před povětrnostními vlivy plachtou.
Postup však kritizuje Asociace sdružení pro ochranu a rozvoj kulturního dědictví ČR. V roce 2015 podala podnět k provedení kontroly plnění povinností obecně prospěšné společnosti. Památková inspekce Ministerstva kultury ve svém vyrozumění ze dne 8. února 2016 uvedla, že veřejná obchodní společnost v rámci svých finančních možností svou povinnost plní.

## Stavební podoba
Původní objektem hraběte Wilhelma von Neuberga byla třípodlažní budova na obdélném půdorysu, zastřešená valbovou střechou.
Mattoni zachoval hmotu původního včetně celkové vnitřní dispozice. Přístavbami na severozápadní straně směrem k řece a severu jej celkově výrazně rozšířil. Během přístavby, která se uskutečnila v letech 1881–1883 byla k jihozápadnímu štítu přistavěna věž na půdorysu oktogonu, zastřešená v úrovni hřebene střechy objektu mansardovou polygonální jehlancovou střechou.
Současná novorenesanční podoba objektu pochází z let 1885–1886, kdy došlo k nejvýraznější přestavbě původní stavby. Vzhledem k velké majestátní báni, realizované na přistavěném západním rizalitu, a použitým článkům lze vážně uvažovat o účasti vídeňského ateliéru architektů Ferdinanda Fellnera a Hermanna Helmera. Právě z tohoto období, z roku 1887, pochází realizovaný návrh Fellnera a Helmera na objekt Trinkhally. Rovněž byla na Mattoniho vile užita báň s obdobnou konstrukcí, jakou mají například Císařské lázně v Karlových Varech.
Objekt je dispozičně podélným trojtraktem se střední průběžnou chodbou a centrální halou. Ze severního pohledu má objekt tři nadzemní podlaží, z jižního pohledu dvě nadzemní podlaží a podkroví. Vila má tedy dvě nadzemní podlaží, podkroví, jeden polosuterén a jeden suterén. Severní průčelí směřující k řece má ve střední části výrazný rizalit se třemi okenními osami, který vystupuje nad střechu o jedno podlaží a je zastřešený masivní bání. Před tímto rizalitem vystupuje menší půlkruhový rizalit sahající do druhého nadzemního podlaží, na kterém byla umístěna terasa doplněná balustrádou. V ose půlkruhového rizalitu je vstup do druhého suterénu. Na severním nároží se nachází šestiboký arkýř, připomínající věžičku, zakončený jehlancovitou střechou a k jihozápadnímu průčelí byla připojena čtyřpodlažní osmiboká věž s nízkou stanovou střechou, ve které je umístěno schodiště. Čtvrté nadzemní podlaží této věže je řešeno jako vyhlídkové místo s okny na všech stranách polygonu. Vstupy do objektu jsou do prvního nadzemního podlaží z jihovýchodního průčelí směřující do svažitého lesa, z jihozápadní strany do prvního podlaží a schodišťové věže, a ze severozápadní strany do druhého podlaží. Podlahové konstrukce se převážně nedochovaly. Zdivo je v interiéru obnažené, místy se zachovaly jen menší fragmenty podstropních fabionů, říms a zdobení interiéru. Značně porušena je oblast pod pozednicí v důsledku chybějícího krovu. V exteriéru je omítka značně poškozena, velké kusy omítek chybí. Všechna okna jsou špaletová, otevíraná ven a dovnitř objektu. Fasáda objektu je členěna a zdobena architektonickými prvky v duchu vznosné italské novorenesance. Objekt má architektonicky, historicky i řemeslně hodnotnou fasádou, hodnotné jsou i z historického hlediska jednotlivé stavební konstrukce, které uchovávají stavební konstrukce původního lázeňského domu z roku 1844.
Vila svou úpravou v duchu italské novorenesance vyvolávala charakteristický kosmopolitní ráz lázeňského prostředí věku Belle Époque konce 19. století.
Přilehlý prostor vily byl kdysi upraven v krajinářském pojetí. V centru parku byl vybudován velký, z dálky viditelný vodotrysk na způsob karlovarského Vřídla.

## Fotogalerie

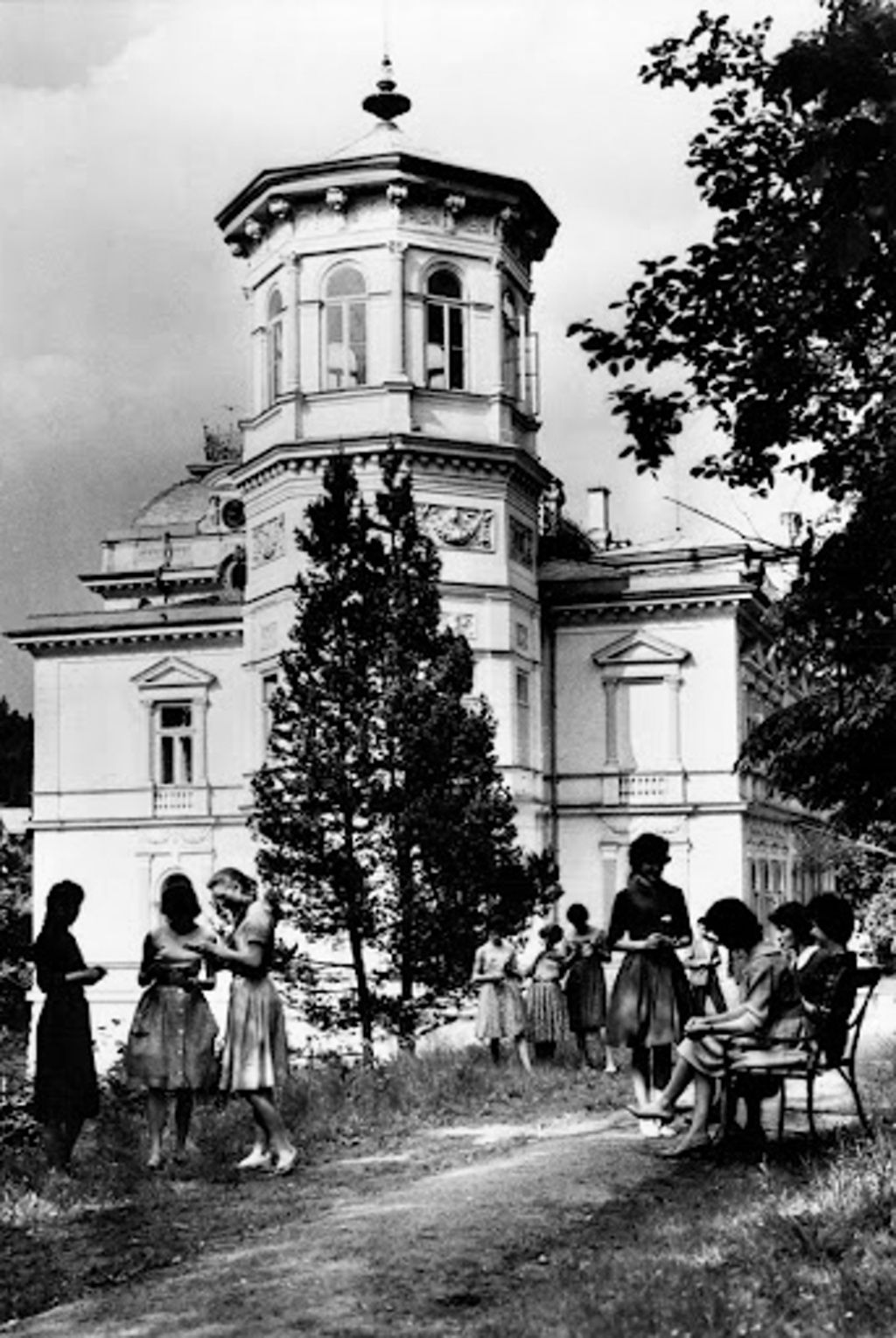
Pohled na vilu v 50. letech 20. století
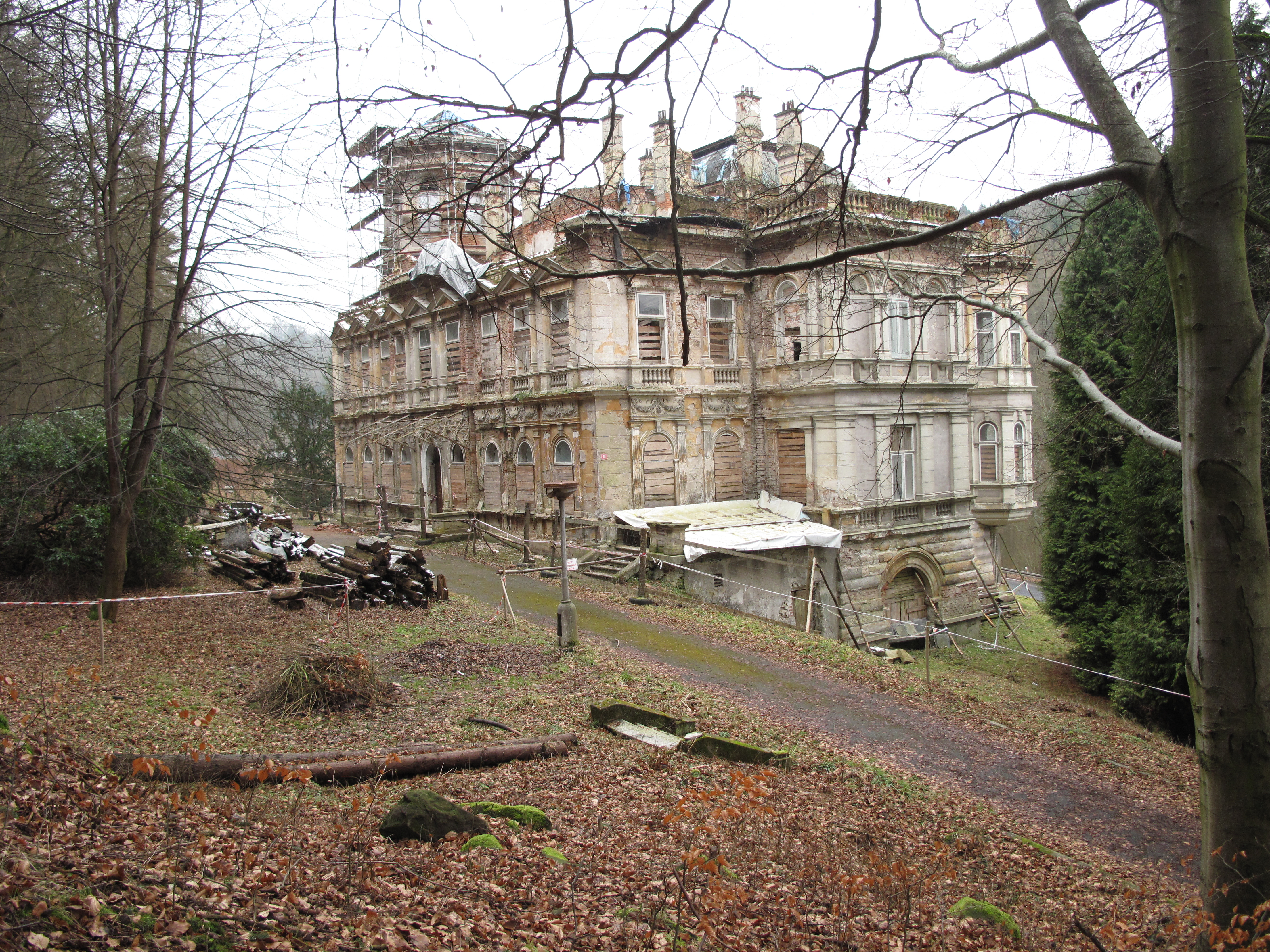
V lednu roce 2015
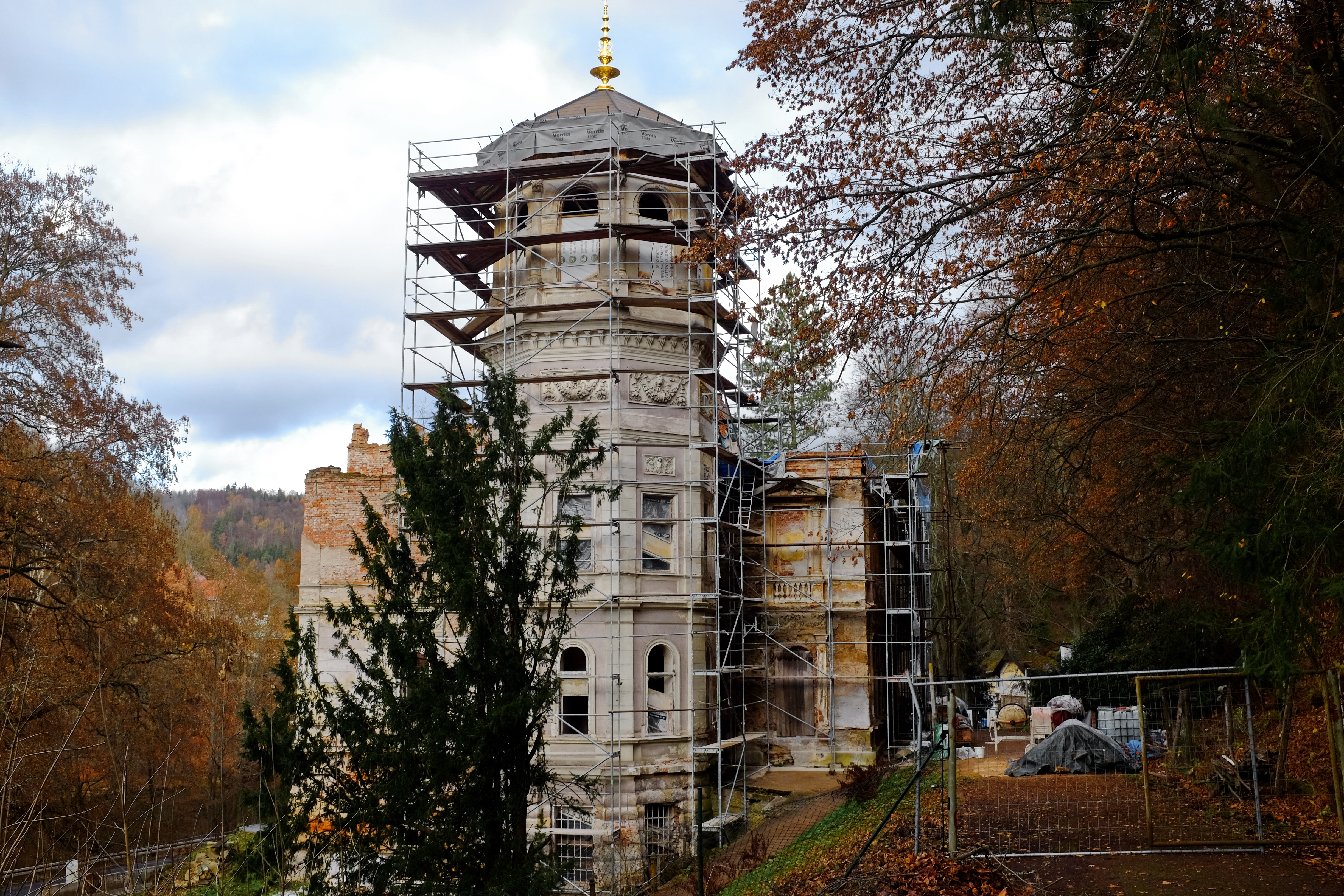
V listopadu 2020
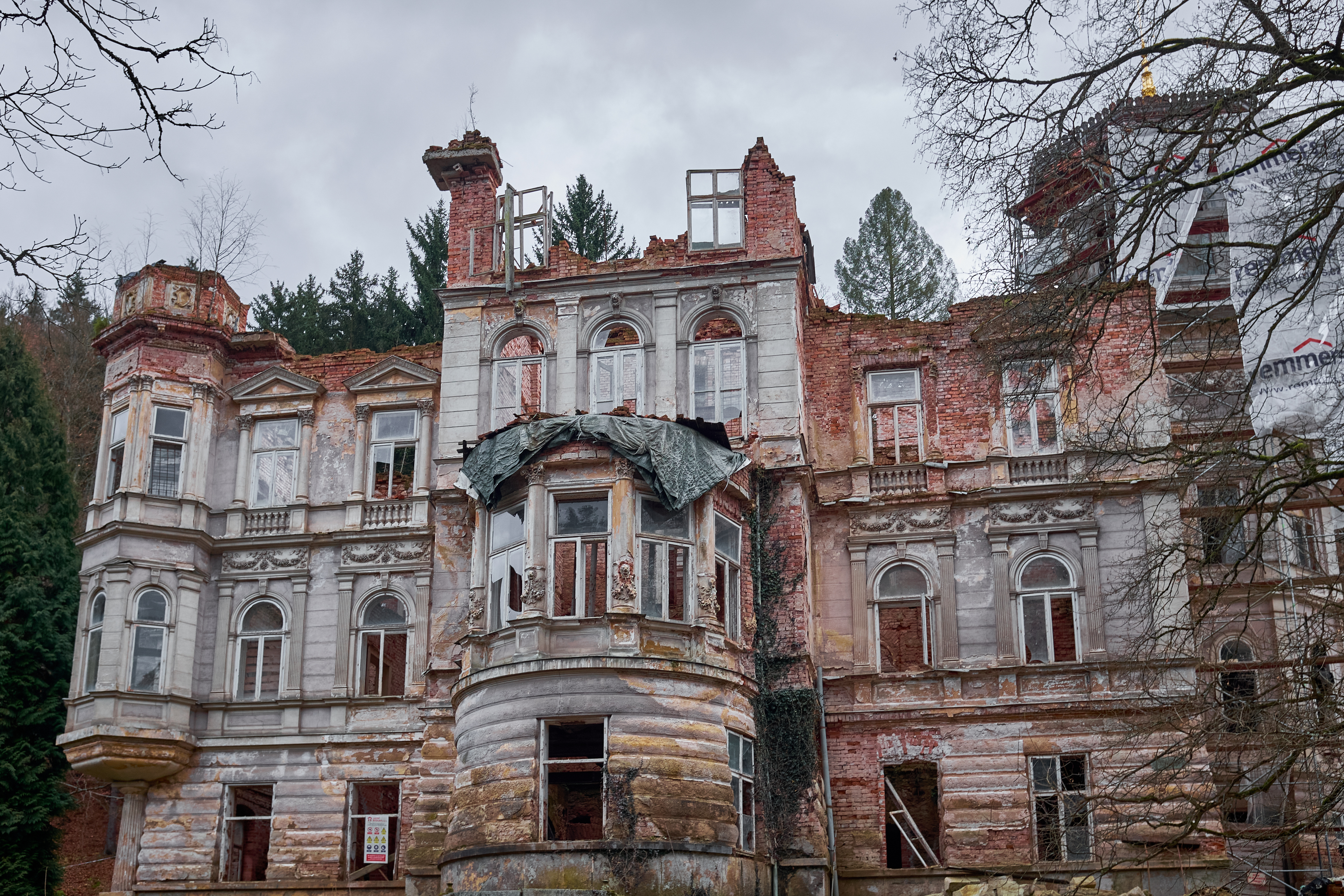
V lednu 2022
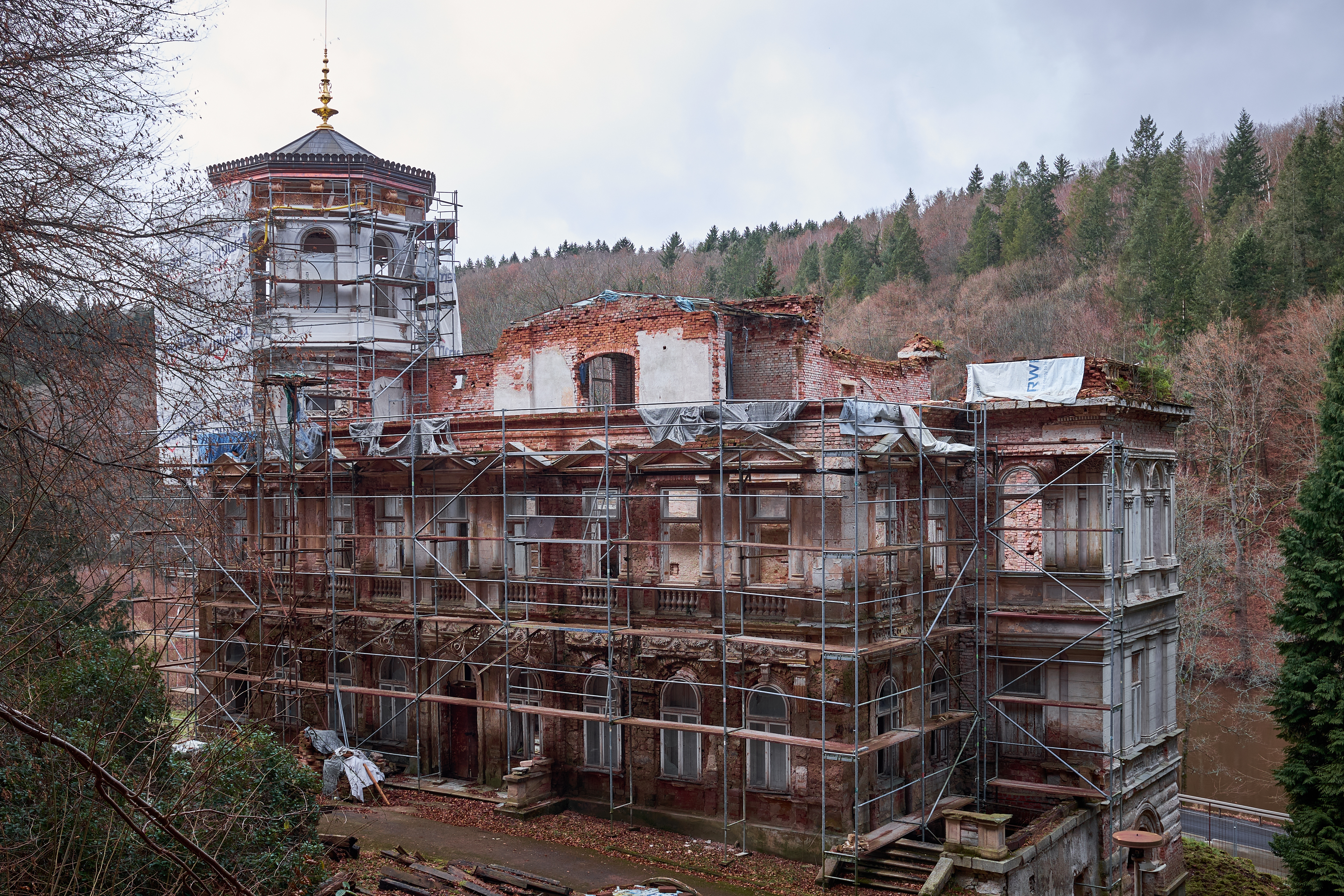
V lednu 2022